# 延世大學
延世大學（韩语：／ Yeonse Daehakgyo），簡稱延大（韩语：／），韩国首尔的研究型大学，是韩国和全世界拥有很大的名声和历史最为悠久的頂尖大学之一。由新村校区（首尔特别市）、国际校区（仁川广域市）、未来校区（江原特别自治道原州市）组成，创于1885年。
延世大学的吉祥物是鹰，象征颜色是深蓝色。校徽是一面盾牌，上面刻有韩文字母“ㅇ”代表着天，“ㅡ”代表着地，“ㅅ”代表着人，在“ㅇ”的左邊是书籍，代表“真理”，右邊的是火炬，代表着“自由”。这个建校理念，是出自《约翰福音》8:31-32中的“你们若常常遵守我的道，就真是我的门徒；你们必晓得真理，真理必使你们得以自由。”
延世大学（Yonsei University）与首尔大学（Seoul National University）和高丽大学（Korea University）合稱「SKY」。延世大学長年以來與高麗大學共同競技，從延世大學的觀點來看，稱呼為「延高戰」。

## 校史
1957年1月，延世大学的前身延禧大学和世福兰斯医科大学合并，“延世”则是从两校各取一字合并而成。世福兰斯医科大学的历史可追溯到1885年4月10日韩国第一所西式医院广惠院的建立。延禧大学建于1915年，是韩国历史上最早建立的现代大学之一，原名为“儆新学校”。这两所大学在1920年代开始就存在密切的交流合作。1957年1月两校正式合并为今天的延世大学。

### 世福兰斯医学院

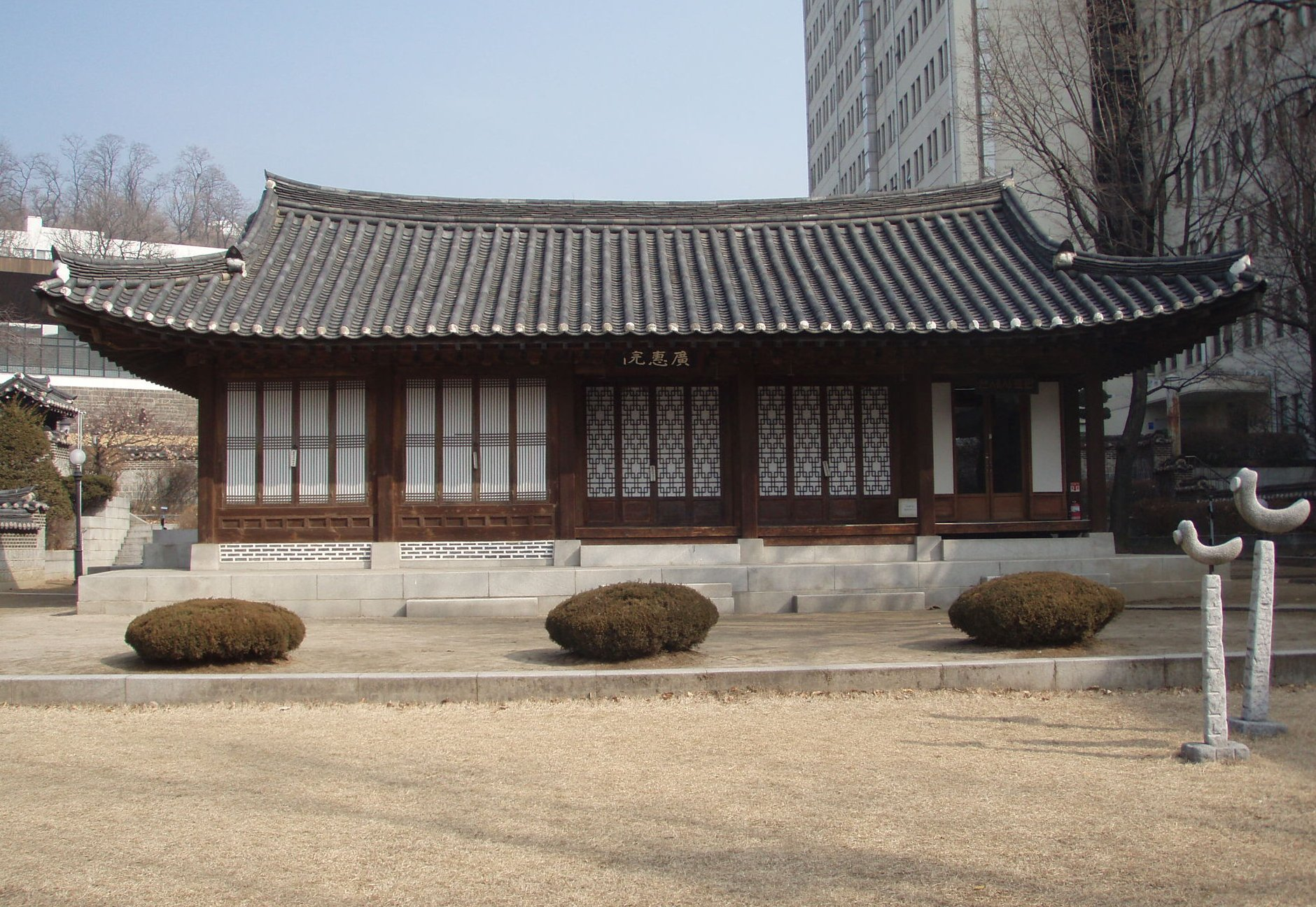
大学校园内的广惠院

1885年4月10日，朝鲜高宗医官、美北长老会医生传教士霍勒斯·艾伦（Horace Newton Allen），获高宗授意在漢城创建韩国第一所西式医院“广惠院”，后改名濟眾院。济众院在行医的同时也进行医学教育。1886年，医院开始通过考试招收学生，最初仅有16名学生。医院最初由当时的朝鲜政府资助，而医院的医生则由美北长老会负责。1894年，在济众院新院长奥利弗·艾维森的推动下，财政紧缺的朝鲜政府同意将医院改组为由美北长老会全部负责。1904年，在美国商人、慈善家路易斯·世福兰斯的资助下，艾维森修建了一所全新的现代化西式综合医院，世福兰斯医院。艾维森以世福兰斯医院为基础成立了“世福兰斯医学院”。1908年，医学院培养出韩国首批7名有行医执照的西医大夫。1917年，学校更名为“世福兰斯联合医学院”。

### 延禧大学

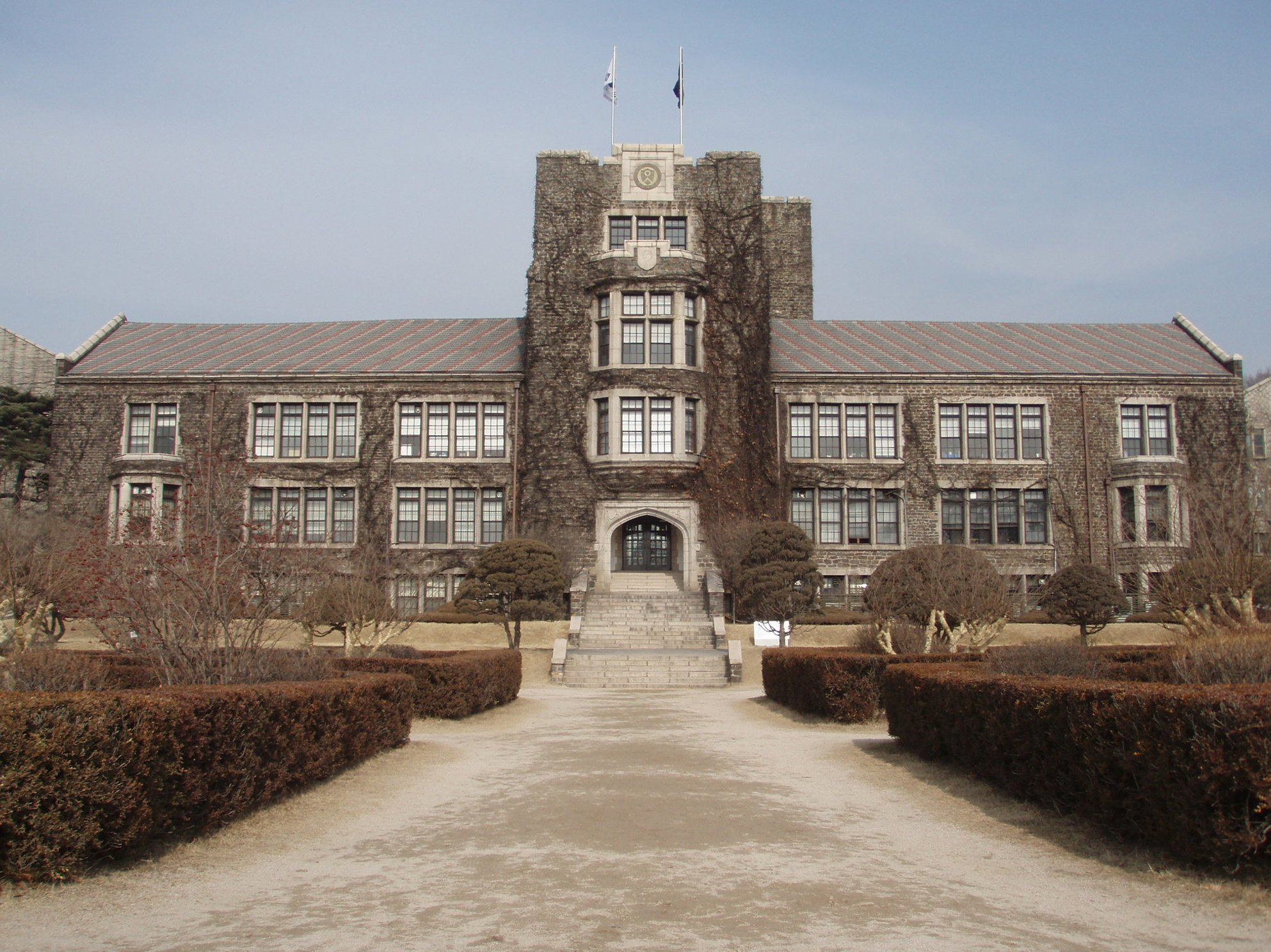
大学本馆

延禧大学最初由美北长老会宣教士安德伍德（Horace Grant Underwood）在所属差会、监理教（기독교대한감리회）在朝宣教士及加拿大长老会差会协助下、于1915年3月5日在首尔基督教青年会建立，原名为“儆新学校”（경신학교, Chosen Christian College）。儆新学校是韩国历史上最早建立的现代大学之一，建立之初有60名学生和18名老师。1917年更名“私立延禧专门学校”（사립 연희전문학교）；太平洋战争爆发後，1944年4月，日本殖民政府指延禧属“敌产”，强行接管并更名“京城工业经营专门学校”（경성공업경영전문학교）直至光復；1946年升格为延禧大学。

## 校园

### 新村校区
延世大学新村校区位于大韩民国首尔特别市西大门区，距离首尔市中心4公里，占地99万平方米。新村校区的中央图书馆，三星学术信息馆，商经-经营学院图书馆，音乐图书室，面积达54，260平方米，设有6300阅览席，藏书187万余册。校园内的互联网络十分发达，有线网络接口覆盖了校园新旧建筑。于2003年搭建的无线网络覆盖全校，在学校任何时间，任何地点都可以连接到互联网。

### 国际校区
延世大学国际校区位于大韩民国仁川广域市松岛国际都市，占地约140万平方米，致力于成为世界级的教育研究机构，国际校区将作为国际化的学习空间，使世界各国学生在一起共同学习，成为东亚地区的教育基地，并将发挥多种重要作用。

### 未来校区
延世大学未来校区位于大韩民国江原特别自治道原州市，距离首尔约一个小时车程。原州市风景秀丽，环境优雅，所以此校区又被称为大自然中的校园。院系专业设有人文艺术学院、科学技术学院、政经学院、保健科学学院、原州医科学院。

## 学科
| - 人文学院 - 商经学院 （页面存档备份，存于） - 经营学院 （页面存档备份，存于） - 理学学院 （页面存档备份，存于） - 工学学院 （页面存档备份，存于） - 生命科学学院 （页面存档备份，存于） - 神学学院 （页面存档备份，存于） - 社会科学学院 （页面存档备份，存于） - 法学学院 （页面存档备份，存于） - 音乐学院 - 生活科学学院 - 教育科学学院 - 医科大学学院 （页面存档备份，存于） - 齿科大学学院 （页面存档备份，存于） - 护理大学学院 （页面存档备份，存于） - 新闻传媒影视学院 （页面存档备份，存于） - 延世大学安德伍德国际学院 - 延世大學全球化人才學部 |

## 历任校长

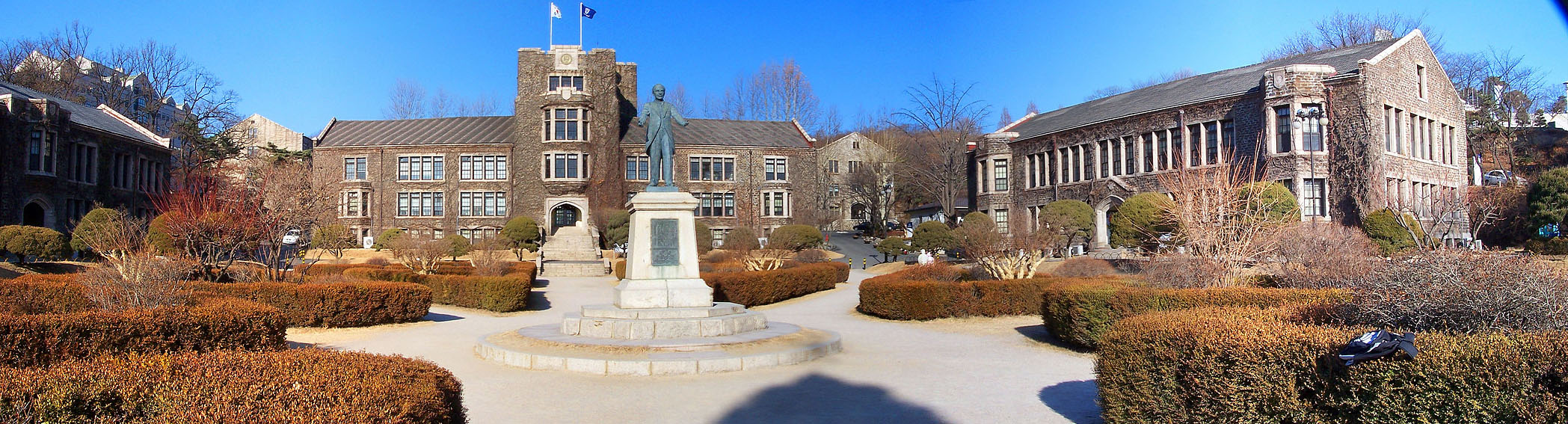
大学本馆周邊

| 任        | 姓名             | 任期                   | 备注 |
| --------- | ---------------- | ---------------------- | ---- |
| 第1任     | 白樂濬（백낙준） | 1957年~1959年          |      |
| 第2任     | 高秉幹（고병간） | 1960年12月~1961年11月  |      |
| 第3任     | 尹仁駒（윤인구） | 1961年11月~1964年9月   |      |
| 第4·5·6任 | 朴大善（박대선） | 1964年9月~1975年6月    |      |
| 第7·8任   | 李宇柱（이우주） | 1975年6月~1980年7月    |      |
| 第9·10任  | 安世熙（안세희） | 1980年7月~1988年8月    |      |
| 第11任    | 朴煐植（박영식） | 1988年8月~1992年7月    |      |
| 第12任    | 宋梓（송자）     | 1992年7月~1996年8月    |      |
| 第13任    | 金炳洙（김병수） | 1996年8月~2000年8月    |      |
| 第14任    | 金雨植（김우식） | 2000年8月~2004年4月    |      |
| 第15任    | 鄭暢泳（정창영） | 2004年4月~2007年10月日 |      |
| 第16任    | 金漢中（김한중） | 2007年10月~2012年2月   |      |
| 第17任    | 鄭甲泳（정갑영） | 2012年2月~2016年1月    |      |
| 第18任    | 金用學（김용학） | 2016年2月~2020年1月    |      |
| 第19任    | 徐昇煥（서승환） | 2020年2月~2024年1月    |      |
| 第20任    | 尹東燮（윤동섭） | 2024年2月~             |      |

## 校友
- 文學界
  - 韓江 （國語文學系），韓國第一位諾貝爾文学獎得主。
  - 孔枝泳（英語英文系畢業），韩国作家
- 政治界
  - 韓昇洙（政治外交學系畢業），韩国前國務总理
  - 金碩洙（法政學院畢業），韩国前國務总理
  - 禹相虎（韓國語文學系畢業），韓國國會議員，前任共同民主党非常對策委員長（臨時黨首）
  - 盧英敏（經營學系畢業），韓國政治人物，前韓國駐華大使，現任青瓦台總統秘書室室長
  - 李韓烈（經營學系畢業），1987年在學時於延世大學正門抗議，遭催淚彈擊中而傷重不治，激化了六月民主運動。
- 商業界
  - 金宇中（經營學系畢業），前大宇集团总裁。
- 新聞界
  - 羅靜恩（社會科學系、英語英文系雙學士），韓國MBC電視台前主播
- 體育界
  - 孫延在（體育休閒學系畢業），韓國國家體操運動員，2014年仁川亞運會藝術體操個人全能金牌得主
  - 徐章焄（體育休閒學系畢業），韓國國家籃球運動員
- 配音界
  - 朴璐美（韓文學堂留學），日本籍韓裔配音演员，只有讀語學院。
- 演藝界
  - 林成敏（言論宣傳大學院碩士畢業），韓國演員
  - 高周元（言論宣傳大學院碩士生畢業），韓國演員
  - 朴軫永（地質學系畢業），JYP娛樂代表理事、韓國歌手
  - 尹鍾信（國語國文科畢業），韓國著名節目主持人、歌手、作曲家，Mystic娛樂創辦人。
  - 奉俊昊（社會學系畢業），韩国导演
  - 金東律（建築學系畢業），韓國歌手，前Exhibition成員
  - Sweet Sorrow，韓國歌手組合
  - 李元錫（神學系畢業），韓國歌手，樂隊Daybreak主唱
  - 吳尚津，韓國演員，主播
  - 全炫茂（社會學系文學學士畢業），韓國主持人，前播音員
  - 孫盛希（英文系肄業），台灣歌手，韓國華僑
  - 羅暎錫（公共行政系畢業），韓國綜藝節目的著名導演，名字常被譯為羅英石。成名作為《兩天一夜》。
  - 宋芝齡（修讀韓語課程），香港電視節目主持、演員
  - 韓在石（體育教育學系畢業），韓國演員
  - 鹿晗（韓國語學堂畢業），中華人民共和國演員、歌手、主持人，只有讀語學堂
  - 翟威廉，香港演员
  - 權正烈（教育學系肄業），韓國歌手
  - 朴圭瑛（服裝環境系畢業）， 韓國演員

## 大學排名

### QS世界大学排名
2025年
- 世界大學排名：世界第56位。
- 亞洲大學排名：亞洲第8位。

2024年
- 世界大學排名：世界第76位。
- 亚洲大学排名：亚洲第8位。

2023年
- 世界大學排名：世界第73位。
- 亞洲大學排名：亞洲第12位。

### 泰晤士高等教育世界大學排名
2023年
- 世界大學排名：世界第78位。
- 亞洲大學排名：亞洲第13位。
- 世界大學聲譽：世界第51-60名。

### U.S.News世界大学排名
2022-2023年
- 世界大學排名：世界第292位。

## 交通
地鐵：
●首爾地鐵2號線 新村站 2,3號出口，步行約10分。
●首都圈電鐵京義·中央線 新村站 2號出口，步行約10分。
高速公路：內部循環路(首爾特別市道30號線)→國道48號線→本校